# رينيه ويلر (مخرج)
رينيه ويلر (بالفرنسية: René Wheeler)‏ هو كاتب سيناريو وكاتب ومخرج فرنسي، ولد في 8 فبراير 1912 في باريس في فرنسا، وتوفي في 11 ديسمبر 2000 في فرنسا.

## وصلات خارجية
- رينيه ويلر على موقع IMDb (الإنجليزية)
- رينيه ويلر على موقع ألو سيني (الفرنسية)
- رينيه ويلر على موقع أول موفي (الإنجليزية)
- رينيه ويلر على موقع قاعدة بيانات الأفلام السويدية (السويدية)
- رينيه ويلر على موقع قاعدة بيانات الفيلم (الإنجليزية)
- رينيه ويلر على موقع كينوبويسك (الروسية)